# ترس (فیلم ۱۹۴۶)
«ترس» (انگلیسی: Fear (1946 film)) یک فیلم است که در سال ۱۹۴۶ منتشر شد. از بازیگران آن می‌توان به وارن ویلیام اشاره کرد.